# Parachremylus litchii
Parachremylus litchii är en stekelart som beskrevs av Sergey A. Belokobylskij och Maeto 2006. Parachremylus litchii ingår i släktet Parachremylus och familjen bracksteklar. Inga underarter finns listade i Catalogue of Life.